# Станция (укрепление)
Станция (англ. Station) — укреплённое жилое сооружение на фронтире Кентукки в XVIII веке.

## История

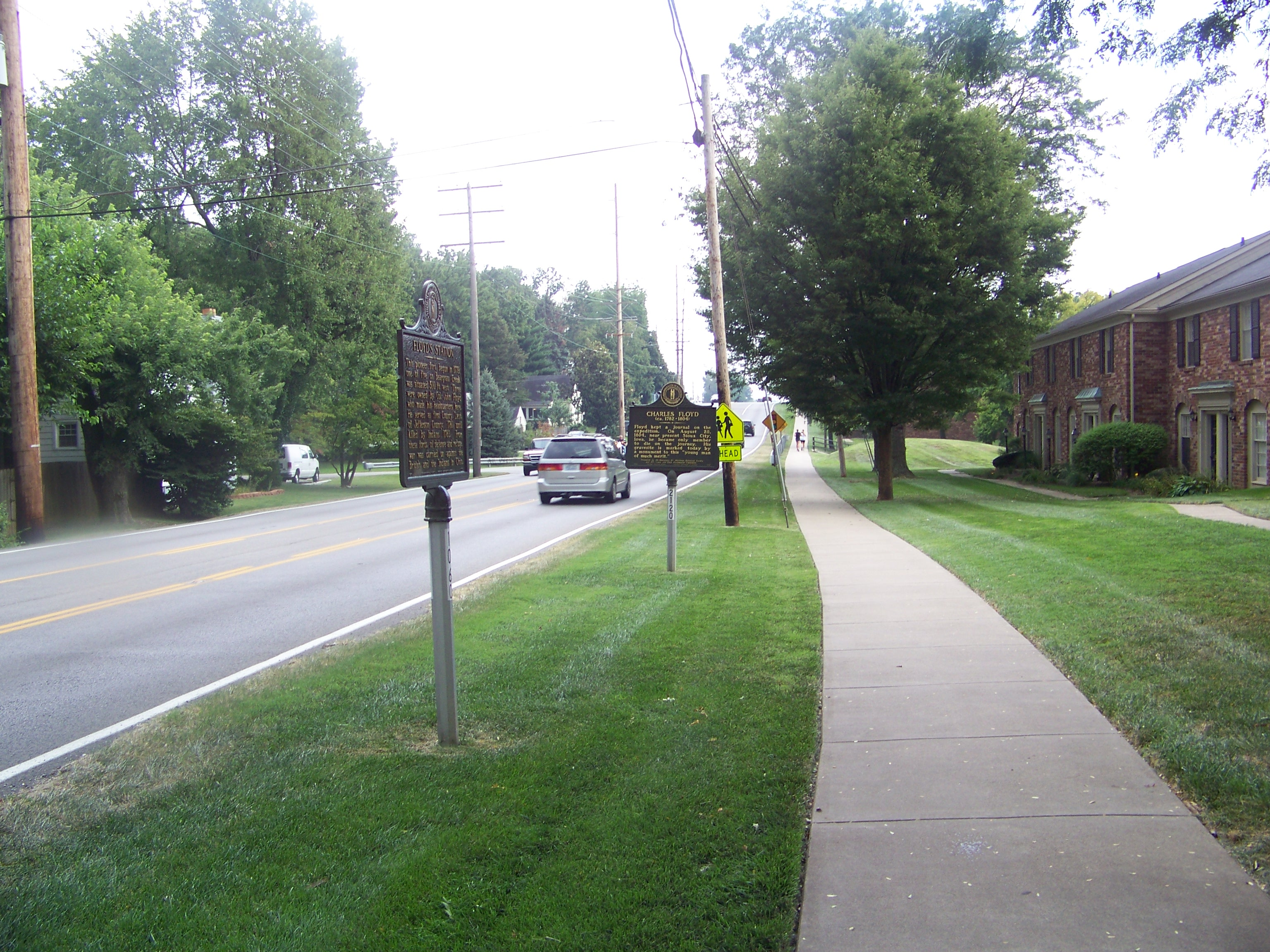
Памятные знаки на месте станции Флойда

Станции отличались от фортов меньшими размерами. Они располагались возле водных источников, вдоль дорог и состояли из одного или нескольких бревенчатых домов. Для защиты от индейцев они окружались частоколом. Станции назывались по имени основателя: станция Армстронга, станция Гранта, станция Брайана, станция Тодда, станция Флойда и другие. Одна из станций носила имя фронтирсмена Даниэля Буна. Он жил в ней в 1779—1783 годах после того, как ушёл из ранее основанного им форта Бунсборо. Во время напряжённых отношений с индейцами жители могли бросить станцию и бежать в форт. Когда в конце века индейцы перестали быть угрозой, станции постепенно исчезли. Всего насчитывается более 150 станций.